# Зинина прогулка
«Зинина прогулка» — российский рисованный мультфильм 2004 года, который создала режиссёр Наталья Мальгина по стихотворению Зинаиды Гиппиус «Песня девочки».
Входит в альманах «Волшебный фонарь» 2004 года Школы-студии «ШАР». Премьера на ОРФАК Суздаль-2005.

## Сюжет
За окном яркое солнце и белый-белый снег. Дети катаются на санках и лепят снежных баб. Девочка рвётся гулять, а няня долго собирается сама и очень тепло одевает девочку. В окне напротив Ваня-гимназист читает книгу и не хочет никуда идти, его одевают и отправляют гулять. В нерешительности он останавливается на вершине снежной горы с санками за спиной. Няня садится на лавку и ставит девочку рядом. Улучив момент девочка быстро бежит к гимназисту, толкает санки и прыгает на них. Мальчик шлёпается на санки, и вдвоём они катятся вниз с горы. Девочка в восторге, ей кажется, что санки летят. А няня пытается выбраться из рыхлого снега.

## Создатели
- Режиссёр — Мальгина Наталья
- Авторы сценария: Мальгина Наталья, Березовая Наталья
- Художник-постановщик — Олейников Игорь
- Ассистент режиссёра — Лобачёва Лариса
- Автор и исполнитель песни — Пинегин Александр
- Аранжировка — Самойлов Михаил
- Аниматоры: Дрожжа Наталья, Куприянов Дмитрий, Дронина Яна, Подгорская Татьяна, Захарченко Екатерина
- Компьютерная группа: Ахтырский Влад, Сицин Андрей, Солодовников Владимир, Пиун Павел, Ненастьева Елена, Гришина Полина
- Звукорежиссёр — Зинин Андрей
- Художественный руководитель — Максимов Иван
- Директор — Кулешова Валентина
- Продюсер — Мирзаев Сергей
- Создатели приведены по титрам мультфильма.

## Награды
- Первый детский фестиваль отечественной анимации «Радуга детства» : профессиональное детское жюри признало мультфильм «Зинина прогулка» режиссёра Натальи Мальгиной самым ярким авторским мультфильмом. Приз зрительских симпатий ушёл фильму «Зинина прогулка».[1]